# Мала Салаїрка
Мала Салаї́рка (рос. Малая Салаирка) — село у складі Гур'євського округу Кемеровської області, Росія.

## Населення
Населення — 1336 осіб (2010; 1470 у 2002).
Національний склад (станом на 2002 рік):
- росіяни — 95 %